# My World 2.0
My World 2.0 är den kanadensiske sångaren Justin Biebers debutalbum, som släpptes den 19 mars 2010. Albumet är en del av Justins tvådelade release av sitt album. Första singeln var "Baby", som blev en stor hit världen över. I låten gästsjunger artisten Ludacris. Andra singlar som släppts från albumet är låtarna "Never Let You Go", "Somebody to love", och "Eenie Meenie", som Sean Kingston även medverkar i. Den sistnämnda låten kommer även att finnas med på Kingstons nästa album.

## Låtlista
| Nr | Låttitel                                  | Låtskrivare                                                                 | Producenter                    | Tid  |
| -- | ----------------------------------------- | --------------------------------------------------------------------------- | ------------------------------ | ---- |
| 1  | "Baby" (feat. Ludacris)                   | Justin Bieber, The-Dream, Tricky Stewart, Christina Milian                  | T. Nash, C. Stewart, C. Milian | 3:36 |
| 2  | "Somebody to Love"                        | J. Bieber, Heather Bright & The Stereotypes                                 | The Stereotypes                | 3:42 |
| 3  | "Stuck In the Moment"                     | J. Bieber, The Stereotypes, Dan August Rigo                                 | The Stereotypes                | 3:43 |
| 4  | "U Smile"                                 | J. Bieber, Jerry Duplessis, Arden Altino, D. Rigo                           | J. Duplessis, A. Altino        | 3:17 |
| 5  | "Runaway Love"                            | J. Bieber, Melvin Hough II, Rivelino Wouter, Timothy Thomas & Theron Thomas | Melvin Hough II                | 3:33 |
| 6  | "Never Let You Go"                        | J. Bieber, Johnta Austin, Bryan-Michael Cox                                 | B. Cox                         | 4:26 |
| 7  | "Overboard" (feat. Jessica Jarrell)       | J. Bieber, Midi Mafia, Dapo Torimiro, Taurian Shropshire                    | Midi Mafia, D. Torimiro        | 4:11 |
| 8  | "Eenie Meenie" (feat. Sean Kingston)      | J. Bieber, Carlos Battey, Steven Battey, Sean Kingston                      | Benny Blanco                   | 3:23 |
| 9  | "Up"                                      | J. Bieber, The Messengers                                                   | The Messengers                 | 3:55 |
| 10 | "That Should Be Me"                       | J. Bieber, The Messengers, Luke Boyd                                        | The Messengers                 | 3:53 |
| 11 | "Kiss & Tell" (iTunes Bonus Track)        | J. Bieber, D. Rigo, The Runners, The Monarch                                | The Runners, The Monarch       | 3:29 |
| 12 | "Where Are You Now" (Walmart Bonus Track) | J. Bieber                                                                   | B. Cox                         | 4:27 |

## Listplaceringar
| Lista (2010)                    | Topplacering | Certifiering |
| ------------------------------- | ------------ | ------------ |
| Austrian Albums Chart           | 2            | Guld         |
| Belgian Albums Chart (Flanders) | 3            |              |
| Belgian Albums Chart (Wallonia) | 25           |              |
| Brazilian Albums Chart          | 5            |              |
| Canadian Albums Chart           | 1            | Platina      |
| Czech Albums Chart              | 30           |              |
| Danish Albums Chart             | 9            |              |
| Dutch Albums Chart              | 4            |              |
| European Top 100 Albums         | 3            |              |
| Finnish Albums Chart            | 13           |              |
| French Albums Chart             | 4            |              |
| German Singles Chart            | 7            |              |
| Greek Albums Chart              | 10           |              |
| Irish Albums Chart              | 1            |              |
| Italian Albums Chart            | 14           |              |
| Mexican Albums Chart            | 2            |              |
| New Zealand Albums Chart        | 2            | Guld         |
| Norway Albums Chart             | 3            |              |
| Polish Albums Chart             | 22           |              |
| Portuguese Albums Chart         | 2            |              |
| Spanish Albums Chart            | 71           |              |
| Swedish Albums Chart            | 21           |              |
| Swiss Albums Chart              | 9            |              |
| UK Albums Chart                 | 3            |              |
| U.S. Billboard 200              | 1            |              |